# Дамаскування

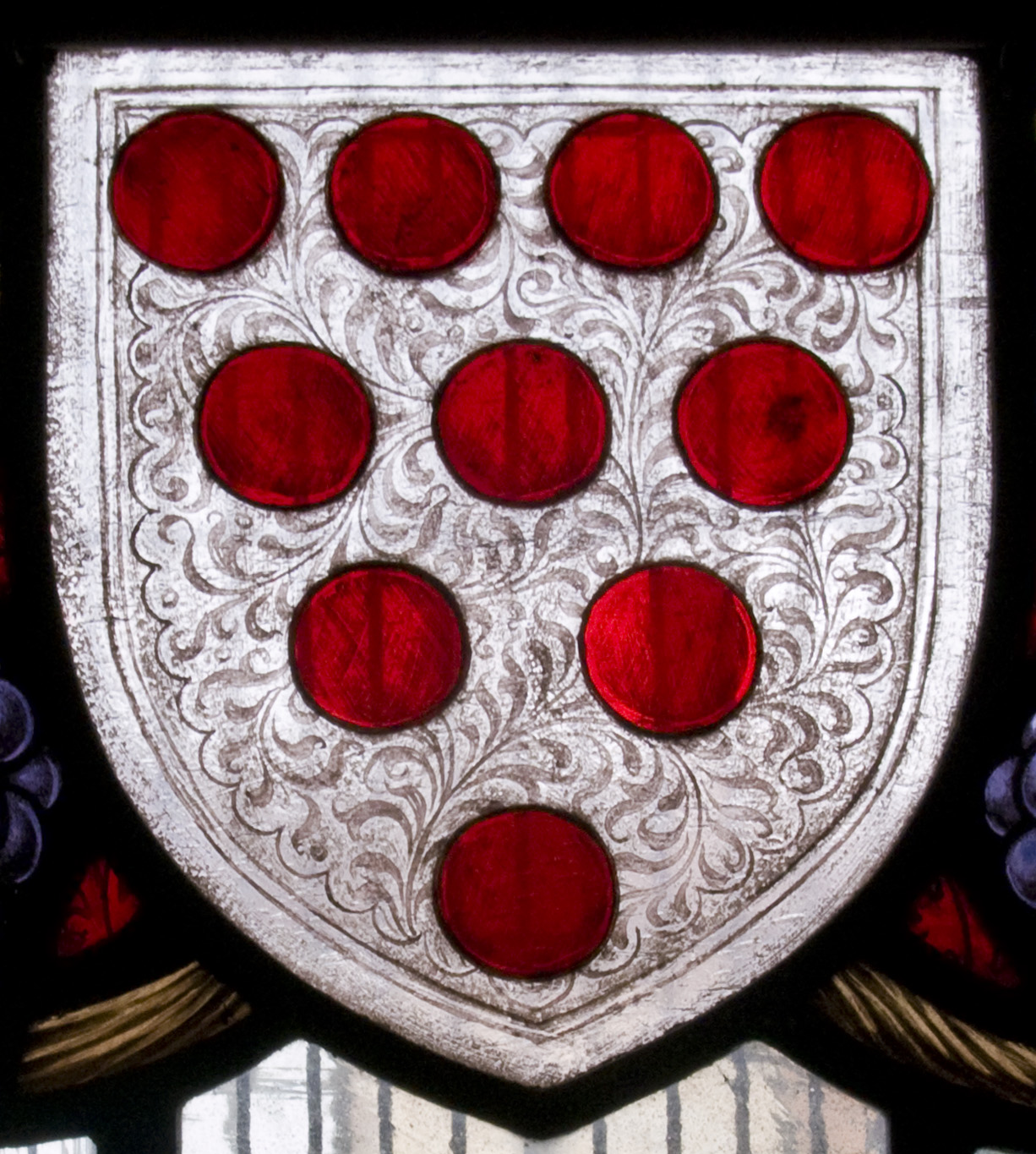
Дамаскування поля в гербі Вустерського діоцезу (Англія)

Дамаскування — геральдичний прийом, що полягає в нанесенні дамаску, декоративного орнаменту на полі щита або гербові фігури. Виконується відтінками кольору поля, що покривається, або фігури. Термін походить від візерунків, що утворюються на дамаській сталі. У переважній більшості випадків у геральдичному описі герба (блазоні) дамасціровка не вказується, тому може бути абсолютно довільною, не впливаючи при цьому на сам герб. У разі, якщо дамасціровка має важливе значення, вона може бути внесена у блазон і при цьому стає невід'ємною частиною герба. Історично дамаскування понад усе була поширена у німецькій геральдиці, де її застосовували здебільшого для покриття значних пустих поверхонь герба. У французькій геральдиці дамаскування частіше наносили на гербові фігури.